# Partido Reformista (Singapur)
El Partido Reformista o Partido de la Reforma (en inglés: Reform Party; en chino: 革新 党; en tamil: சீர்திருத்தக் கட்சி; en malayo: Parti Reformasi), abreviadmo como RP, es un partido político liberal demócrata de Singapur. Fue fundado por J. B. Jeyaretnam, antiguo secretario general del Partido de los Trabajadores (WP), en 2008, pocos meses antes de su muerte.
Su filosofía oficial es "que cada miembro de la sociedad nace con derechos fundamentales que no pueden ser derogados [...] y que es el deber primordial de la sociedad promover la dignidad humana de cada uno de sus miembros".
En abril de 2009, Kenneth Jeyaretnam, hijo del fundador, asumió el liderazgo vacante de la formación, expulsando a dirigentes que habían sido leales a su padre como dirigente político por décadas. Poco antes de las elecciones generales de 2011, el RP se vio reducido a una formación menor luego de un éxodo masivo de dirigentes, la mayoría de los cuales adhirieron al Partido de la Solidaridad Nacional (NSP) o retornaron al WP. Se ha visto reducido a una fuerza de carácter marginal, no logrando ingresar al parlamento, y su efímera publicación oficial, Nuevo Amanecer, logró publicar solo un número en su mejor momento.